# Sekstant
Sekstant (prema latinskom sexstans, genitiv sextantis: šesti dio) je ručni mjerni instrument za mjerenje kutne visine nebeskih tijela, najčešće se primjenjuje u navigaciji broda ili zrakoplova. Razvio se iz kvadranta Thomasa Godfraya (1731.) i Johna Hadleya (1732.). Tijelo sekstanta nosi ručku, dalekozor, kružnu ploču (limb) podijeljenu na stupnjeve, okvir maloga zrcala (u kojem je jedna polovica obično staklo), pomičnu ručicu (alhidadu) i zatamnjena stakla (umjetni obzor). Na alhidadi se nalaze pomično veliko zrcalo i nonius ili mikrometarski bubnjić. Kroz dalekozor i staklo maloga zrcala motri se morski obzor (horizont), a pomicanjem alhidade okreće se veliko zrcalo sve dok se slika nebeskih tijela ne preklopi s obzorom. Na alhidadi se tada očita kutna visina. Njime se u stvari mogu mjeriti kutovi do 120°.
Libelni sekstant upotrebljava se na zrakoplovima; kutna se visina mjeri od sredine zračnoga mjehurića u libeli, koji nadomješta morski ili umjetni obzor. Periskopski sekstant služi za mjerenje kutne visine na podmornicama i zrakoplovima (periskop). Radarski sekstant s emisijsko-prijamnom antenom upotrebljava se za mjerenje kutne visine i azimuta Mjeseca. Elektromagnetski valovi emitirani prema Mjesecu odražavaju se s Mjesečeve površine i vraćaju na antenu. Mjerenjem kuta elevacije i pramčanoga kuta broda dobivaju se kutna visina i azimut Mjeseca (radar). Radiosekstant automatski prati Sunce i za magle, jer je osjetljiv na mikrovalove s valnom duljinom od približno 0,8 cm, što ih zrači Sunce.

## Povijest
Sir Isaac Newton (1642. – 1727.) izumio je način rada navigacijskog instrumenta s dvostrukom refleksijom zrake svjetlosti i izradio skice oktanta, koji su međutim ostali neobjavljeni do 1742. Dvojica znanstvenika su nezavisno i skoro istovrijemeno (oko 1730.) radili na izradi oktanta: engleski matematičar John Hadley i amerikanac Thomas Godfrey. Oktanti su zamijenili do tada korištene mjerne instrumente. Međutim, ispostavilo se da maksimalni kut od 90° koji oktant može mjeriti nije dovoljan, pa se pojavio instrument s većom skalom - sekstant. Prvi sekstant s kutom od 120° napravio je John Bird 1757.

## Primjena
Sekstant se prvenstveno koristi kao navigacijski instrument za određivanje geografskih koordinata promatrača mjerenjem kutne visine različitih nebeskih tijela (Sunca i nekih zvijezda) u datom trenutku (astronomska navigacija). U prošlosti bio je široko korišten u pomorstvu, ali je s pojavom modernijih sustava navigacije (npr. satelitska navigacija) dobio ulogu pričuvnog instrumenta, koji ne treba električnu struju.

### Mjerenje sekstantom
Način rada sekstanta veoma je jednostavan. Optičkim putem, uz pomoć dvaju zrcala, istodobno se promatra obzor (horizont) i nebesko tijelo (obično Sunce). Priborom se izravno mjeri kut između zrake koja stiže s točke na obzoru i zrake s nebeskog tijela. Prvo se postave oba zrcala u ravninu okomitu na obzor. Donje zrcalo je nepomično i po širini razdijeljeno na dvije polovice, nepropusnu i propusnu. Držeći sekstant u ruci, treba ga namjestiti tako da se kroz dalekozor ugleda obzor; to dopušta propusna polovica nepomičnog zrcala. Time je mjerni instrument horizontiran. Ako se obzor ne vidi, instrument se mora horizontirati nekim drugim putem, na primjer libelama. Obzor se može promatrati i uz pomoć gornjeg, pomičnog zrcala, ali samo ako se to zrcalo zakrene i postavi usporedno s donjim zrcalom. Iz optike je poznato da dva paralelna zrcala ne mijenjaju smjer zrake, već dovode do usporednog pomaka zrake. Zraku koja je stigla s pomičnog zrcala odbit će u dalekozor nepropusna polovica nepomičnog zrcala.
Nakon toga u dalekozoru treba ugledati nebesko tijelo koje se nalazi na nekoj visini h iznad obzora, što se postiže zakretanjem pomičnog zrcala. Ako se zrcalo zakrene za 90°, odbijena zraka će opisati luk od 180°. Odbijena se zraka uvijek zakreće za dvostruki kut zakreta zrcala. To znači, ako se zraka odmakne od obzora za kut h, zrcalo treba zakrenuti za dvostruko manji kut h/2. Odbijena zraka i dalje će pogađati nepomično zrcalo i u dalekozoru ćemo istodobno ugledati sliku nebeskog tijela, preklopljenu postrance sa slikom obzora, koja stiže izravno kroz nepomično zrcalo. Pomak pokretnog zrcala h/2 mjeri se položajem njegove ručke na rubu kutomjera (limbu). No umjesto da se položaji ručke označuju u stupnjevima zakreta zrcala, odmah se označuju u dvostrukoj mjeri ili stupnjevima visine h. Visina nad obzorom nije ispravno izmjerena ako se promatrač nalazi iznad morske razine, jer se onda kutu iznad vodoravne ravnine h dodaje depresija obzora ϑ koja nastaje zbog zakrivljenosti Zemlje. Depresija obzora ovisi o nadmorskoj visini i treba je uzeti u obzir.

## Način rada
Sekstant se osniva na svojstvu kutnog zrcala, a služi za mjerenje kutova u astronomskoj navigaciji. Na okviru mjernog instrumenta nalaze se dva mala ravna zrcala, jedno nepokretno, drugo pokretno, ali oba okomita na ravninu okvira. Paralelno s okvirom sekstanta nalazi se dvogled. Nepokretno zrcalo obloženo je samo na donjoj polovini sa srebrom kako bi zraka svjetlosti mogla od tijela izravno proći kroz neobloženi dio i doći u dvogled, odnosno u oko. Zraka svjetlosti s tijela pada na pokretno zrcalo, gdje se odrazi i nakon ponovne refleksije na nepokretnom zrcalu dolazi kroz dalekozor u oko.
Kao i kod svakog kutnog zrcala, kut koji čini zraka svjetlosti nakon refleksije sa svojim prvobitnim smjeru jednak je dvostrukom kutu između zrcala:
{\displaystyle \beta =2\cdot \alpha }
Sekstant ima na donjem dijelu kružni sektor, veličine 1/6 kruga, radi čega se zove sekstant. Na tom kružnom sektoru nalazi se skala od 0° do 150° i tako umanjena da se može direktno čitati kut, a da se ne množi s dva. Pokretno zrcalo pokreće se oko osi pomoću ravnala, koje se zove alhidada, a na donjem je kraju nonius za čitanje kutova.
Pri mjerenju se od jednog tijela dobije direktna slika u dvogledu, a od drugoga reflektira slika, koja se pomicanjem pokretnog zrcala pomoću alhidade mora namjestiti točno iznad prve slike. Nakon toga se pomoću noniusa očita kut.

## Poveznice
|  | Zajednički poslužitelj ima stranicu o temi Sekstant |

- Kvadrant (instrument)
- Oktant